# اچ‌دی ۱۲۳۶۵۷
اچ‌دی ۱۲۳۶۵۷ یک ستاره است که در صورت فلکی گاوران قرار دارد.